# العلاقات البنمية الكينية
العلاقات البنمية الكينية هي العلاقات الثنائية التي تجمع بين بنما وكينيا.

## مقارنة بين البلدين
هذه مقارنة عامة ومرجعية للدولتين:
| وجه المقارنة                                              | بنما                      | كينيا                         |
| --------------------------------------------------------- | ------------------------- | ----------------------------- |
| المساحة (كم2)                                             | 74.18 ألف                 | 581.31 ألف                    |
| عدد السكان (نسمة)                                         | 4.10 مليون                | 48.47 مليون                   |
| الكثافة السكانية (ن./كم²)                                 | 55.27                     | 83.38                         |
| العاصمة                                                   | بنما                      | نيروبي                        |
| اللغة الرسمية                                             | اللغة الإسبانية           | اللغة السواحلية، لغة إنجليزية |
| العملة                                                    | بالبوا بنمي، دولار أمريكي | شيلينغ كيني                   |
| الناتج المحلي الإجمالي (بليون دولار)                      | 61.84 مليار               | 74.94 مليار                   |
| الناتج المحلي الإجمالي (تعادل القوة الشرائية) بليون دولار | 87.37 مليار               | 142.24 مليار                  |
| الناتج المحلي الإجمالي الاسمي للفرد دولار أمريكي          | 13.27 ألف                 | 1.38 ألف                      |
| الناتج المحلي الإجمالي للفرد دولار أمريكي                 | 20.89 ألف                 | 2.95 ألف                      |
| مؤشر التنمية البشرية                                      | 0.780                     | 0.548                         |
| رمز المكالمات الدولي                                      | +507                      | +254                          |
| رمز الإنترنت                                              | .pa                       | .ke                           |
| المنطقة الزمنية                                           | 00                        | ت ع م+03:00                   |

## منظمات دولية مشتركة
يشترك البلدان في عضوية مجموعة من المنظمات الدولية، منها:
| علم المنظمة | اسم المنظمة                               | تاريخ انضمام بنما | تاريخ انضمام كينيا |
| ----------- | ----------------------------------------- | ----------------- | ------------------ |
|             | يونسكو                                    | 10 يناير 1950     | 7 أبريل 1964       |
|             | الفريق المعني برصد الأرض                  | ?                 | ?                  |
|             | مؤسسة التمويل الدولية                     | 20 يوليو 1956     | 3 فبراير 1964      |
|             | المركز الدولي لتسوية المنازعات الاستشارية | 8 مايو 1996       | 2 فبراير 1967      |
|             | منظمة حظر الأسلحة الكيميائية              | ?                 | ?                  |
|             | مؤسسة التنمية الدولية                     | 1 سبتمبر 1961     | 3 فبراير 1964      |
|             | منظمة التجارة العالمية                    | ?                 | 1995               |
|             | وكالة ضمان الاستثمار متعدد الأطراف        | 21 فبراير 1997    | 28 نوفمبر 1988     |
|             | الاتحاد البريدي العالمي                   | ?                 | ?                  |
|             | منظمة الشرطة الجنائية الدولية             | ?                 | ?                  |
|             | الأمم المتحدة                             | 13 نوفمبر 1945    | 16 ديسمبر 1963     |
|             | الاتحاد الدولي للاتصالات                  | 14 يوليو 1914     | 11 أبريل 1964      |
|             | البنك الدولي للإنشاء والتعمير             | 14 مارس 1946      | 3 فبراير 1964      |

## وصلات خارجية
- موقع وزارة الخارجية البنمية
- موقع وزارة الخارجية الكينية